# Carlos Solís
Carlos Solís (Guadalajara, Jalisco, México, 1 de octubre de 1971) es un personaje de ficción en la serie de televisión de ABC, Desperate Housewives. El personaje es interpretado por el actor, Ricardo Antonio Chavira.

## Historia
De familia humilde, es el marido de Gabrielle, que tiene algunos problemas con la ley y una madre entrometida. Las familias de Carlos y Gabrielle Solís son mexicanas.

## Primera temporada
Carlos quiere comenzar una familia, por lo que cambia las pastillas anticonceptivas de su esposa, sin decírselo. Debido a sus raros negocios Carlos tuvo que pasar 8 meses en prisión, y además iba a ser juzgado por haber golpeado a dos homosexuales (el hombre del cable y Justin) a los que él pensaba que tenían una relación clandestina con Gabrielle, cuando en realidad era John Rowland, el jardinero adolescente, quién tenía un amorío con ella. En la corte cuando Carlos sería juzgado por haber golpeado a homosexuales llegó John y le dijo que no se le hacía raro tener el único césped en Wisteria Lane que se podara tres veces por semana, sugeriéndole la relación con su esposa.

## Segunda temporada
Después de quedar embarazada, Gabrielle pierde al bebé tras caer por las escaleras, mientras Carlos recibe una pronta libertad condicional por la búsqueda de la ayuda de un programa diseñado para los reclusos católicos. A través del programa, Carlos conoce una monja conocida por el nombre de la Hermana Mary Bernard, que le ha inspirado a vivir una vida más religiosa. Esto invoca la furia de Gabrielle, quien piensa que la hermana es "una castradora", ya que niega a Gabrielle el permiso de visitas maritales, y también porque parece convencer a Carlos de tener sentimientos resentidos hacia Gabrielle. La Hermana Mary había invitado a Carlos a acompañarla a Botsuana, y él aceptó en un principio. Cuando él fue al médico para su examen físico y las vacunas de los preparativos para el viaje, dejó a Gabrielle para terminar el cuestionario por él, pero ella se olvida de mencionar su alergia a los huevos, y termina diciendo a la enfermera que él era alérgico a los peces Huevos (el caviar). Esto dio lugar a Carlos de contraer enfermedades provocadas por una reacción alérgica causada por una de las vacunas, obligándolo a quedarse en casa con Gabrielle. En el último momento, Carlos cree que Gabrielle quiere verlo muerto, pero pronto descubrió que ella pagó al jardinero Ralph para hacer su servicio comunitario en lugar de él. Ralph fue atropellado por un coche. Gabrielle también descubrió que Carlos estaba teniendo una aventura con la sirvienta, Xiao Mei (que está llevando en su vientre el niño de Carlos y Gabrielle).

## Tercera temporada
En esta temporada, Gabrielle le dice a Carlos que quiere el divorcio. En la boda de Bree y Orson, Xiao Mei rompe aguas. El bebé nace afroamericano y el médico le dice a Carlos y Gabrielle que su bebé era en realidad de otra pareja, y fue colocado en Xiao-Mei por accidente. Como Carlos y Gabrielle no llegan a tener hijos, eso hace más fácil su divorcio. Después de pelear con Gabrielle por un tiempo, durante la situación de rehenes, llegan al acuerdo que no desean que sus vidas se llenen de la rabia, venganza, amargura, que el divorcio se ha convertido para ellos, por más tiempo. Terminan separándose legalmente. Carlos pierde muchos clientes importantes por haber pasado tiempo en prisión y al darle la mitad de sus bienes a Gabrielle se queda con poco dinero. Carlos decide mudarse con Mike Delfino, quien afirma haber sido su mejor amigo antes de ser brutalmente atropellado por Orson Hodge y padecer amnesia. Si bien es posible que Carlos y Mike tuvieran una relación cercana antes del accidente, no hay muchas pruebas de ello en las dos primeras temporadas.
Edie se convierte en una molestia cuando Mike le cuenta que Carlos se ríe ante su idea de matrimonio. Edie pide a Carlos si quiere mudarse con ella, pero Carlos rechaza la propuesta, ya que ha firmado un contrato de alquiler con la propietaria de la casa de Mike, Lillian Simms, que está en un asilo de ancianos. En un intento de arruinar esto, Edie visita a Lillian y miente acerca de Carlos, para que ella rompa el contrato de arrendamiento, lo que ella hace. Carlos es  expulsado, y Edie le ofrece un lugar para vivir. Carlos se da cuenta de que ella ha tenido algo que ver con esto, y ella le pregunta por qué no se compromete con ella. Él revela que no está enamorado de ella, y Edie le dice que podría estar embarazada. La prueba de embarazo da negativo, y Carlos se encuentra decepcionado. En una nueva manera de retener a Carlos, Edie sugiere que intenten tener un hijo a pesar de no estar enamorados, Carlos acepta. Edie, sin embargo, está todavía tomando sus píldoras de natalidad en secreto. Carlos finalmente se entera de esto y deja a Edie, lo que lleva a su intento de suicidio en la final de la temporada tres. 
Al enterarse de que Victor se casó con ella sólo para ganar más votos latinos en su campaña política, Gaby besa a Carlos el día de su boda.

## Cuarta temporada
En la cuarta temporada, las primeras capturas muestran que cuando Carlos va a su casa y encuentra colgada a Edie, resulta que era falso su intento de suicidio ya que ella celebra en una pata mientras él sube arriba para buscar sus cosas. Antes de que Carlos llegara a la casa para recoger a Edie, es detenido por su vecina Karen, quien se queja con él sobre usar la izquierda de los tarros de basura. A continuación, Edie mira sobre la ventana de su habitación que Carlos llega y ella sale corriendo para provocarse un ahorcamiento, él corre hasta ella, para luego llevarla al hospital. Carlos habla por teléfono con Gabrielle en su noche de bodas y le dice a ella que no pueden huir de Victor y Edie como tenían previsto anteriormente, Gaby se molesta mucho. Edie usa su suicidio y su conocimiento de actividades ilegales con el banco para ahorrar dinero de Carlos, así lograr que él permanezca con ella, sin embargo él sigue encontrándose con Gabrielle a escondidas.
Edie se entera acerca de la aventura de Carlos, y consigue fotos de la pareja besándose. Edie no quiere denunciar que Carlos tenía una cuenta bancaria extraterritorial por lo que muestra las imágenes a Víctor, pero este le dice que no publique esas fotografías porque un escándalo mediático perjudicaría su campaña política, después Edie le cuenta todo esto a Carlos y él rompe con ella. Carlos se presenta en un pequeño muelle cuando Gabrielle le informa que Víctor trató de matarla al mismo tiempo ella lo golpeó y cayó en el agua. Ellos se remontan hasta el lugar, para llegar a él y cuando lo hacen Carlos y Victor luchan, Victor coge un cuchillo e intenta apuñalar a Carlos, mientras Gabrielle va en busca del remo, lo toma y con éxito golpea a Víctor, él  cae por la borda y cuando ambos miran en el mar se ha ido de la vista. Lo más probable es que lo mataron. Gabrielle y Carlos deciden enmarcarlo como un suicidio y dejar que el mar se lleve al barco. Victor aparece inconsciente a un lado de la costa y es inmediatamente llevado a un hospital donde aparece Gabrielle seguido de policías y finge pérdida de memoria. Tras amenazar a Gabrielle, ella y Carlos tratan de huir de Wisteria pero aparece Victor y empiezan una pelea en medio del tornado, Victor muere y Carlos queda ciego.

## Quinta temporada
Cinco años después de la temporada 4, la vida de Carlos ha cambiado drásticamente. A pesar de las dudas médicas, Gabrielle inesperadamente quedó embarazada dos veces. Carlos vio los embarazos de Gaby como "milagros", quien se mostró menos entusiasta y muy preocupada por el dinero. Carlos se convirtió en un terapeuta de masaje para mantenerse a flote. A principios de la temporada, Carlos se enteró de que su visión puede ser restaurada. Él anticipó feliz que iba ver a su esposa por primera vez en años y sus hijas por primera vez. Gaby, sin embargo, estaba preocupada de que no la iba a reconocer y la encontraría poco atractiva. Cuando su vista se restaura, Carlos descubre que Gaby había vendido casi todas sus pertenencias de valor para mantener a su familia. Finalmente tomó un trabajo de negocios por lo que podría dar a Gaby y sus hijas una vida mejor.
En el episodio 17, Carlos fue elegido presidente de la compañía en la cual estaba trabajando, debido a la muerte de Bradley Scout, el jefe. Más adelante en este episodio, contrata a Lynette Scavo.
En el final de temporada, la tía Connie dice que ella se está muriendo y necesita a alguien para cuidar a su nieta, Ana. Carlos está de acuerdo, para recompensar a la tía que tanto hizo por él, pese a las protestas de Gaby. Ana parece buena, pero es una intrigante chica que coquetea con los hombres para conseguir todo lo que quiera.

## Sexta temporada
Han pasado dos meses, Carlos y Gabrielle siguen cuidando de su sobrina, Ana. Aunque Gaby se queja sobre el mal comportamiento de Ana, Carlos es más simpático e insiste a su esposa en firmar los papeles que les hacen los representantes legales de Ana. Finalmente, Gabrielle está de acuerdo. Por otro lado, Lynette le dice que está embarazada y él le hace elegir: su trabajo o su familia. Cuando Lynette amenaza con demandarlo, Carlos responde dándole una cantidad imposible de trabajo que hacer en una noche y como no lo pudo completar, la despide por incompetencia profesional. Sin embargo, él la vuelve a contratar después de que ella salva a Celia de un avión fuera de control y que se compromete a no demandar. Una noche, Carlos encuentra abrazados a Danny y Ana, furioso decide atacar a Danny. Angie oye por casualidad una amenaza a su hijo de parte de Carlos y corre hasta ahí para lanzar un vaso contra la pared demostrando que ella es igual de fuerte, como Carlos, que libera a Danny. Cuando él y Gaby intentan hacer las paces, la escuchan discutir con el marido sobre su pasado.

## Séptima temporada
Carlos se entera de que Juanita no es su verdadera hija, pero se lo oculta a Gabrielle, por miedo de hacerle daño. Cuando finalmente Gaby se entera, va a buscar a su verdadera hija, Grace. En su primera reunión con ella, ve a Grace haciendo un berrinche por una chaqueta cara, y sabe que es su verdadera hija. También descubre que sus padres son inmigrantes ilegales. Su padre es arrestado luego de no presentarle a la policía su licencia, dejando a la madre no biológica de Grace ir en la clandestinidad. A pesar de que Gaby y Carlos intentan varias veces tomar a Grace en su casa, la madre no biológica de Grace insiste en que se quedara con ella. Él apoya a Gaby cuando ella va a terapia después de que Grace se va, y más tarde va a la ciudad natal de Gaby con ella para enfrentarse al recuerdo de su ex padrastro, que creen muerto.
Cuando Andrew tiene como objetivo ir a rehabilitación por su adicción al alcohol, decide confesar a Carlos que atropelló a su madre estando borracho. Bree y Gaby hacen de todo para detenerlo, pero cuando Carlos invita a Andrew a un viaje de campamento, sospechan lo peor. Persiguen a Carlos en el bosque y cuando lo ven con una toalla ensangrentada y una pala sucia, Bree deja escapar lo que Andrew hizo justo antes del regreso de su hijo. Carlos está indignado, no sólo con Andrew, sino con Bree y Gaby por ocultar la verdad. El trata de forzar a Andrew para beber en la memoria de su madre y sale de la cabaña. Andrew, Bree y Gaby lo encuentran en la tumba de su madre, Andrew habla con él sobre lo que pasó y Carlos decide perdonarle ya que era aún un niño cuando lo hizo. Cuando Bree trata de darle las gracias, sin embargo, Carlos le dice fríamente que nunca le perdonará que ella le ocultara la verdad todos estos años y que su amistad ha terminado, y le prohíbe a Gaby hablar con Bree.

## Octava temporada
Durante una cena descubre al padrastro de Gaby agrediéndola, por lo que lo golpea en la cabeza y este muere al instante. Bree, Lynette, Susan, Gaby y Carlos deciden ocultar el cuerpo en un bosque, pero Carlos no puede vivir con la culpa y empieza a beber. Se interna en un centro de rehabilitación. Al salir, se siente frustrado con lo egoísta de su trabajo y decide renunciar para hacer algo bueno, dedicarse a ayudar adictos a rehabilitarse, aunque Gabrielle no está de acuerdo ya que deberán renunciar a sus riquezas. Al final de la temporada Gaby es una empresaria exitosa y conductora de TV, Carlos la apoya en su carrera. Se mudan a una mansión en California y viven felices en medio de sus eternas discusiones.